# Lijst van gemeenten in het departement Cher
Hieronder volgt een lijst van de 290 gemeenten (communes) in het Franse departement Cher (departement 18).

## A
Achères
- Ainay-le-Vieil
- Les Aix-d'Angillon
- Allogny
- Allouis
- Annoix
- Apremont-sur-Allier
- Arçay
- Arcomps
- Ardenais
- Argent-sur-Sauldre
- Argenvières
- Arpheuilles
- Assigny
- Aubigny-sur-Nère
- Aubinges
- Augy-sur-Aubois
- Avord
- Azy

## B
Bannay
- Bannegon
- Barlieu
- Baugy
- Beddes
- Beffes
- Belleville-sur-Loire
- Bengy-sur-Craon
- Berry-Bouy
- Bessais-le-Fromental
- Blancafort
- Blet
- Boulleret
- Bourges
- Bouzais
- Brécy
- Brinay
- Brinon-sur-Sauldre
- Bruère-Allichamps
- Bué
- Bussy

## C
la Celette
- la Celle (Cher)
- La Celle-Condé
- Cerbois
- Chalivoy-Milon
- Chambon
- La Chapelle-d'Angillon
- la Chapelle-Hugon
- La Chapelle-Montlinard
- La Chapelle-Saint-Ursin
- la Chapelotte
- Charenton-du-Cher
- Charentonnay
- Charly
- Chârost
- Chassy
- Châteaumeillant
- Châteauneuf-sur-Cher
- Le Châtelet
- Chaumont
- Chaumoux-Marcilly
- le Chautay
- Chavannes
- Chéry
- Chezal-Benoît
- Civray
- Clémont
- Cogny
- Colombiers
- Concressault
- Contres
- Cornusse
- Corquoy
- Couargues
- Cours-les-Barres
- Coust
- Couy
- Crézançay-sur-Cher
- Crézancy-en-Sancerre
- Croisy
- Crosses
- Cuffy
- Culan

## D
Dampierre-en-Crot
- Dampierre-en-Graçay
- Drevant
- Dun-sur-Auron

## E
Ennordres
- Épineuil-le-Fleuriel
- Étréchy

## F
Farges-Allichamps
- Farges-en-Septaine
- Faverdines
- Feux
- Flavigny
- Foëcy
- Fussy

## G
Gardefort
- Garigny
- Genouilly
- Germigny-l'Exempt
- Givardon
- Graçay
- Groises
- Gron
- Grossouvre
- la Groutte
- La Guerche-sur-l'Aubois

## H
Henrichemont
- Herry
- Humbligny

## I
Ids-Saint-Roch
- Ignol
- Ineuil
- Ivoy-le-Pré

## J
Jalognes
- Jars
- Jouet-sur-l'Aubois
- Jussy-Champagne
- Jussy-le-Chaudrier

## L
Lantan
- Lapan
- Laverdines
- Lazenay
- Léré
- Levet
- Lignières
- Limeux
- Lissay-Lochy
- Loye-sur-Arnon
- Lugny-Bourbonnais
- Lugny-Champagne
- Lunery
- Lury-sur-Arnon

## M
Maisonnais
- Marçais
- Mareuil-sur-Arnon
- Marmagne
- Marseilles-lès-Aubigny
- Massay
- Mehun-sur-Yèvre
- Meillant
- Menetou-Couture
- Menetou-Râtel
- Menetou-Salon
- Ménétréol-sous-Sancerre
- Ménétréol-sur-Sauldre
- Méreau
- Méry-ès-Bois
- Méry-sur-Cher
- Montigny
- Montlouis
- Morlac
- Mornay-Berry
- Mornay-sur-Allier
- Morogues
- Morthomiers
- Moulins-sur-Yèvre

## N
Nançay
- Nérondes
- Neuilly-en-Dun
- Neuilly-en-Sancerre
- Neuvy-Deux-Clochers
- Neuvy-le-Barrois
- Neuvy-sur-Barangeon
- Nohant-en-Goût
- Nohant-en-Graçay
- Le Noyer
- Nozières

## O
Oizon
- Orcenais
- Orval
- Osmery
- Osmoy
- Ourouer-les-Bourdelins

## P
Parassy
- Parnay
- La Perche
- Pigny
- Plaimpied-Givaudins
- Plou
- Poisieux
- Le Pondy
- Précy
- Presly
- Preuilly
- Préveranges
- Primelles

## Q
Quantilly
- Quincy

## R
Raymond (Cher)
- Reigny
- Rezay
- Rians

## S
Sagonne
- Saint-Aignan-des-Noyers
- Saint-Amand-Montrond
- Saint-Ambroix
- Saint-Baudel
- Saint-Bouize
- Saint-Caprais
- Saint-Céols
- Saint-Christophe-le-Chaudry
- Saint-Denis-de-Palin
- Saint-Doulchard
- Saint-Éloy-de-Gy
- Saint-Florent-sur-Cher
- Sainte-Gemme-en-Sancerrois
- Saint-Georges-de-Poisieux
- Saint-Georges-sur-la-Prée
- Saint-Georges-sur-Moulon
- Saint-Germain-des-Bois
- Saint-Germain-du-Puy
- Saint-Hilaire-de-Court
- Saint-Hilaire-de-Gondilly
- Saint-Hilaire-en-Lignières
- Saint-Jeanvrin
- Saint-Just
- Saint-Laurent
- Saint-Léger-le-Petit
- Saint-Loup-des-Chaumes
- Sainte-Lunaise
- Saint-Martin-d'Auxigny
- Saint-Martin-des-Champs
- Saint-Maur
- Saint-Michel-de-Volangis
- Sainte-Montaine
- Saint-Outrille
- Saint-Palais
- Saint-Pierre-les-Bois
- Saint-Pierre-les-Étieux
- Saint-Priest-la-Marche
- Saint-Satur
- Saint-Saturnin
- Sainte-Solange
- Saint-Symphorien
- Sainte-Thorette
- Saint-Vitte
- Saligny-le-Vif
- Sancergues
- Sancerre
- Sancoins
- Santranges
- Saugy
- Saulzais-le-Potier
- Savigny-en-Sancerre
- Savigny-en-Septaine
- Senneçay
- Sens-Beaujeu
- Serruelles
- Sévry
- Sidiailles
- Soulangis
- Soye-en-Septaine
- Le Subdray
- Subligny
- Sury-près-Léré
- Sury-en-Vaux
- Sury-ès-Bois

## T
Tendron
- Thaumiers
- Thauvenay
- Thénioux
- Thou
- Torteron
- Touchay
- Trouy

## U
Uzay-le-Venon

## V
Vailly-sur-Sauldre
- Vallenay
- Vasselay
- Veaugues
- Venesmes
- Verdigny
- Vereaux
- Vernais
- Verneuil
- Vesdun
- Vierzon
- Vignoux-sous-les-Aix
- Vignoux-sur-Barangeon
- Villabon
- Villecelin
- Villegenon
- Villeneuve-sur-Cher
- Villequiers
- Vinon
- Vorly
- Vornay
- Vouzeron